# Тайванска полевка
Тайванската полевка (Microtus kikuchii) е вид бозайник от семейство Хомякови (Cricetidae). Видът е почти застрашен от изчезване.

## Разпространение
Видът е ендемичен за Тайван.